# Manerebia cyclopella
Manerebia cyclopella är en fjärilsart som beskrevs av Otto Staudinger 1897. Manerebia cyclopella ingår i släktet Manerebia och familjen praktfjärilar. Inga underarter finns listade i Catalogue of Life.